# Вентворт, Беннинг
Беннинг Вентворт (англ. Benning Wentworth, 24 июля [3 августа] 1696, Портсмут, Нью-Гэмпшир — 14 октября 1770, Портсмут, Нью-Гэмпшир) — колониальный губернатор провинции Нью-Гэмпшир с 1741 по 1766 годы.

## Ранние годы
Старший ребёнок в семье лейтенант-губернатора Нью-Гэмпшира Джона Вентворта и правнуков старейшины и одного из первых поселенцев Нью-Гэмпшира Уильяма Вентворта. Беннинг родился и умер в Портсмуте, Нью-Гэмпшир. Под руководством своего отца, Вентворт стал одним из самых видных политических и торговых деятелей в небольшой колонии.
Беннинг Вентворт окончил Гарвардский колледж в 1715 году. Он стал коммерсантом в Портсмуте, и часто представлял город в провинциальных собраниях. Он был назначен колониальным советником короля 12 октября 1734 года.

## Губернатор штата Нью-Гэмпшир
Серия поворотов судьбы привели Вентворта в кресло губернатора в 1741 году. На протяжении многих лет его отец добивался создания губернаторской должности отдельно для Нью-Гэмпшира, до этого он находился под надзором губернатора соседней (и гораздо большей)  Массачусетской колонии. Джонатан Белчер, губернатор обеих провинций в течение 1730-х годов, время пребывании на своей должности губернатора пожаловал Массачусетсу земли в спорных районах к западу от реки. Многие тогда считали что Белчер предвзято относиться к Нью-Гэмпширу. Споры, наконец, достигли самых высоких уровней власти, до короля Георга II, правительство в конце 1730-х годов, и совет по торговле решили разделить губернаторство двух колоний.
В это время, Вентворт был в Лондоне, пытался наладить свои финансовые трудности: он доставил груз древесины из Испании в 1733 году, который не был оплачен англичанами из-за трудных дипломатических отношениях с Испанским королевством. Венворту пришлось занимать деньги, чтобы платить своим кредиторам. Он пытался наладить дипломатические отношения Испании и Англии, но дипломатические шаги не увенчались успехом (В 1739 году началась Война за ухо Дженкинса, между Англией и Испанией), а Вентворт был вынужден объявить банкротство. Вентворт утверждал что правительство должно было выплатить £11000, в связи с неуплатой за испанскую древесину. В ответ на его иск в суд на правительство, британское правительство предложило ему занять пост губернатора провинции Нью-Гэмпшир.
Став губернатором, он построил в 1755 году форт в Нортумберленде, Нью-Гэмпшир, названный Форт-Вентворт. Вентворт обеспечил хорошее будущее для своих родственников, получив обширные земельные участки. Бизнесмены и жители становились все более возмущенными коррупцией его администрации, высокие налоги и пренебрежение к экспорту древесины привели к его отставке в 1767 году. Потом, Вентворт пожертвовал 500 акров земли в Дартмутский колледж. Его племянник Джон Вентворт сменил его на посту губернатора.

## Семья
Он женился на Эбигейл Рак в Бостоне в 1719 году. У них было трое детей, которые умерли ещё в детстве. Эбигейл Вентворт умерла 8 ноября 1755.
В 1760 году, в возрасте 64 лет, вдовец женился второй раз на Марта Хилтон, которая была гораздо моложе его. Она была воспитана в семье Вентворта и была экономкой в момент смерти его первой жены. Брак был предметом серьезного скандала в то время. Генри Лонгфелло написал стихотворение "Леди Вентворт" о Марте Вентворт. Она была единственным наследником крупной собственности мужа после его смерти.